# Ptydepe
Ptydepe to fikcyjny język opisany przez Václava Havla w sztuce "Powiadomienie" (wydanie polskie 1966).
Ptydepe ma być supersyntetycznym językiem, ale w istocie chodzi o antyjęzyk. Używający go stają się mechanicznymi bytami, które utraciły zdolność rozróżnienia między samym językiem a sytuacją, w której się go używa.
"Ptydepe", tak jak słowo "kafkarna" (od nazwiska Kafki; oznacza m.in. niedający się racjonalnie wyjaśnić absurd) zadomowiło się w czeskiej świadomości powszechnej.